# چارلز رونالد لولین گاتری
چارلز رونالد لولین گاتری (انگلیسی: Charles Guthrie, Baron Guthrie of Craigiebank؛ زادهٔ ۱۷ نوامبر ۱۹۳۸) فرد نظامی اهل بریتانیا است. وی همچنین برندهٔ جوایزی همچون نشان حمام، نشان سلطنتی ویکتوریایی و نشان امپراتوری بریتانیا شده‌است.
یک افسر ارشد بازنشسته ارتش بریتانیا است که از سال ۱۹۹۴ تا ۱۹۹۷ به عنوان رئیس ستاد کل بریتانیا و از سال ۱۹۹۷ تا زمان بازنشستگی‌اش در سال ۲۰۰۱ به عنوان رئیس ستاد دفاع خدمت کرده است.
دوران نظامی گاتری شامل خدمت در گارد ولز و سرویس ویژه هوایی بود؛ او از نزدیک در عملیات نظامی در ایرلند شمالی مشارکت داشت و در طول جنگ بوسنی و جنگ کوزوو به دولت بریتانیا مشاوره می‌داد.